# 's-Gravesandeplein 19 (gebouw)
's-Gravesandeplein 19 te Amsterdam is een gebouw aan het 's-Gravesandeplein in de Oosterparkbuurt in Amsterdam-Oost. Het gebouw is sinds 3 juli 2012 een gemeentelijk monument (nummer 200639).

## Plein
Het plein aangelegd rond 1897 kent een diversiteit aan bouwstijlen. De zuidelijke gevelwand wordt gevormd door het Onze Lieve Vrouwe Gasthuis met 20e eeuwse architectuur met daartussen de de kapel uit 2000/2001, maar met een middeleeuws uiterlijk. Aan de westzijde werd in 1990 in verband met stadsvernieuwing nieuwbouw neergezet. Aan de oostzijde ligt het Oosterpark. De noordelijke gevelwand bevat gebouwen die opgeleverd zijn rond de eeuwwisseling rond 1900. 

## Gebouw
Een gebouw uit die laatste categorie is ’s Gravesandeplein 19. Het was de tweede school in Amsterdam die gefinancierd werd door de "Vereeniging van Gereformeerde Scholen in Amsterdam". Eigenlijk was het de derde school, maar de oorspronkelijk school nr. 2 aan de Plantage Doklaan was te klein geworden. In het nieuwe gebouw werden twee scholen ondergebracht, een voor Gewoon Lager Onderwijs (GLO) en een voor Uitgebreid Lager Onderwijs (ULO). Voor de bouw werd architect J.L. van der Bom ingeschakeld.De aanbesteding vond plaats in juni 1902.
Nog geen jaar later werd het gebouw opgeleverd (februari 1903) en de krant De Standaard vond het een zeer fraaie school en een voorbeeld van hoe een school er uit moest zien. De school droeg direct de naam Oosterparkschool en kon aan meer dan 400 leerlingen onderdak bieden. De architect had met name aandacht besteed aan voldoende lichtval, te verdelen over negen klaslokalen. Van die negen waren er in het eerste jaar slechts zeven in gebruik; ze hadden rekening gehouden met een groeiende toeloop van leerlingen. Inrichting van de school werd mede ondersteund door schenkingen van oud-leerlingen.
In 1974 vierde de school haar 100-jarig bestaan (inclusief Plantage Doklaan) waarbij geconstateerd werd dat het aantal leerlingen drastisch was afgenomen. Men wilde in die periode ook de klaslokalen vernieuwen in verband met het wijzigen van onderwijs, ook een gymnastieklokaal stond op het verlanglijstje. De school kent drie bouwlagen met daarop een kap; het is gebouwd mop een kavel 18 meter (breedte) bij 25 meter.

Aan het eind van de 20e eeuw fuseerde de school met de Linnaeusschool (van oorsprong 2e Oosterparkschool geheten). Het werd daarop een dependance. Begin 21e eeuw viel het doek als onderwijsstichting. Het werd in opdracht van stadsdeel Amsterdam-Oost herontwikkeld tot dienstencentrum onder begeleiding van architect Henk Dirkx en werd ook het interieur vernieuwd door binnenhuisarchitect Janneke Ypma en kunstenaar Sasja Scherjon en grafische ontwerper Bert Dautzenberg, die teven een nieuw huisnummerbord ontwierp. Op de gevel prijkt dan nog altijd het tegeltableau met de tekst: 
Oosterparkschool van de Vereeniging voor Gereformeerde Scholen te Amsterdam
Van der Bom ontwierp in diezelfde periode ook de hoekwoningen ’s Gravesandeplein 25-Oosterpark 7-8. Hij ontwierp ook een school aan de Lage Naardewerg 45-47 te Hilversum (Comeniusschool; gemeente monument). In de jaren twintig was hij betrokken bij een gevelrenovatie van de Diamantslijperij aan de Nieuwe Achtergracht 168-170 (gemeentelijk monument) 